# Trastorno específico del lenguaje
El trastorno específico del lenguaje (TEL) o trastorno específico del desarrollo del lenguaje (TEDL) es un trastorno en el lenguaje caracterizado por la incapacidad para usarlo. El término ha ido reemplazando paulatinamente denominaciones más antiguas como alalia, automudez, sordera verbal congénita o afasia evolutiva. No se conoce muy bien la etiología, pero los estudios más recientes dan sospechas de un factor genético.

## Definición
Se define por exclusión: es todo inicio retrasado y todo desarrollo enlentecido del lenguaje que no pueda relacionarse con un déficit sensorial, un déficit motor, deficiencia mental, trastornos psicopatológicos, privación socioafectiva ni con lesiones cerebrales evidentes.
Sin embargo, si se analiza más a fondo, se verá que este trastorno puede presentarse también en personas con problemas de audición o de la motricidad orofaríngea, en personas con retraso mental, etc. La dificultad en estos casos será demostrar que ambos trastornos no están relacionados.
La prevalencia del trastorno específico del lenguaje en español es de 1.2% en hombres y 0.43% en mujeres.

## Causas
Las causas del trastorno específico del lenguaje son variadas:
- Genética: la herencia es un factor importante en esta alteración del lenguaje, ya que aumenta el porcentaje de padecer esta enfermedad hasta el 70%. Además, si la madre está afectada la probabilidad es que 1 de cada 3 hijos salga afectado. Y también en gemelos la probabilidad de que los dos salgan con este trastorno oscila entre el 46% y el 96%.[6]
- Neuro-biológica: las hemorragias cerebrales, las lesiones subcorticales en los ganglios basales, las anomalías neuronales, el déficit circulatorio o lesiones en el Sistema Nervioso Central, pueden provocar Trastorno específico del lenguaje.
- Factor ambiental: la influencia de agentes exógenos, factores prenatales (alcoholismo, traumatismos, drogodependencia de la madre), madre ansiosa-depresiva u otitis serosas persistentes durante un periodo crítico pueden influir en es este trastorno.

## Clasificación
La clasificación más utilizada es la de Rapin y Allen, que clasifica el TEL en las siguientes categorías:
- Trastornos de vertiente expresiva
  - Dispraxia verbal
    - Incapacidad masiva de fluidez
    - Articulación muy afectada, incluso ausencia completa del habla.
    - Comprensión normal o muy próxima a lo normal

  - Trastorno de programación fonológica
    - Habla fluida, pero difícilmente comprensible.
    - Comprensión «normal» o casi «normal»

- Trastornos que afectan la comprensión y expresión:
  - Déficit mixto (receptivo-expresivo) o trastorno fonológico-sintáctico
    - Trastorno en la fluidez verbal
    - Alteración en la articulación del habla
    - Expresión limitada
    - Sintaxis deficiente, frases cortas, omisión de palabras funcionales, agramatismo.
    - Comprensión deficiente en grados diversos excepto la expresión

  - Agnosia auditivo-verbal o sordera verbal
    - Comprensión del lenguaje oral gravemente afectada, incluso ausente.
    - Expresión limitada a cortas frases o palabras únicas, o totalmente ausente.
    - Articulación alterada
    - Fluidez verbal perturbada

- Trastornos del proceso central de tratamiento y formulación:
  - Déficit semántico pragmático
    - Habla fluida, a menudo logorreica
    - Articulación normal
    - Estructura gramatical de las frases normal
    - Modos de conversación aberrantes
    - Déficit en la comprensión de los enunciados complejos

  - Déficit léxico-sintáctico
    - Habla fluida, con ocasional pseudotartamudeo por dificultad de evocación
    - Articulación «normal»
    - Jerga fluida (en el niño pequeño)
    - Sintaxis inmadura, dificultad para formulaciones complejas.
    - Deficiente comprensión de enunciados complejos (preguntas abiertas)

- Criterios de exclusión/inclusión:
  - Nivel auditivo de 25dB en frecuencias conversacionales
  - Indicadores emocionales y conductuales sin alteraciones
  - CI de ejecución superior a 85
  - Sin presencia de signos de alteración neurológica
  - Destrezas motoras del habla sin alteraciones

## Diagnóstico
Habitualmente se detecta en la infancia y se diferencia de un retraso simple del lenguaje en que no evoluciona tan rápido y favorablemente como este. 
Se realiza una evaluación completa de las capacidades cognitivas generales y del lenguaje. En la evaluación cognitiva en el TEL, es común detectar una discrepancia entre el CI verbal y el CI manipulativo. También suele haber una discrepancia entre la edad mental del sujeto y su edad de desarrollo verbal.
El lenguaje del sujeto deberá valorarse tanto en su modalidad receptiva como expresiva y en los niveles fonológico (sonidos), léxico (vocabulario), morfosintáctico (gramática), semántico (significado) y pragmático (uso), a fin de descubrir el problema.

## Pronóstico
Las personas afectadas por este trastorno presentan dificultades de comunicación que pueden propiciar el desarrollo de otro tipo de problemas psicológicos si no se trata a tiempo y debidamente.

## Tratamiento
La terapia la llevan a cabo el profesional de logopedia y o psicomotricista especializado en lenguaje y en el centro educativo deben trabajar juntos el tutor, el profesor de audición y lenguaje,  el PT (maestro de educación especial) y el Asesor de la lengua de signos. 
En general las estrategias de intervención en este trastorno consisten en aumentar la frecuencia con la que se presentan determinados objetivos lingüísticos al niño, y asegurarse de que tales objetivos aparecen en contextos lingüísticamente no ambiguos.